# Sarrasin (trouvère)
Pour les articles homonymes, voir Sarrasin et Sarrazin.
Sarrasin ou Sarrazin est un trouvère picard du XIIIe siècle.
Sarrasin est l’auteur du Roman du Hem, le dernier roman de chevalerie du cycle de la Table ronde[réf. nécessaire] composé en 1278.

« Au bel castel de Hem sour Somme

Sarrasin dist en sa parole

C’un rommant i vaurra extraire

Selon çau qu’il en voudra faire
Ci fine li Remans du Hem

Et Sarrasins, s’il l’en est miex

Dist que boine part i ait Diex »

## Référence
- Gervais de La Rue, Essais historiques sur les bardes, les jongleurs et les trouvères normands et anglo-normands, Caen, Mancel, 1834

## Œuvre
- VIAF
- IdRef

- Le Roman du Hem, Éd. Albert Henry, Paris, Les Belles lettres, 1939